# 柳湜

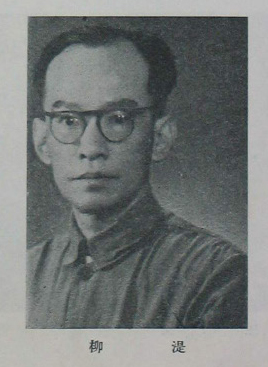

柳湜（1903年—1968年4月20日），乳名克立，化名辰夫、乃夫、方直，男，湖南长沙人，中国教育家、报刊活动家，中华人民共和国教育部原副部长，《人民教育》总编辑，政协第一届全体会议代表，第二届全国政协委员。

## 生平
1903年出生于一个贫寒家庭；幼年丧父，母以刺绣、缝纫供其上学；1916年考入长沙县立师范；受徐特立、朱剑凡教育。1921年毕业后，在毛泽东创办的湖南自修大学附设附设的外文补习班教授英文，结识了毛泽东、李维汉、陈赓等人。1924年赴北京半工半读，1926年因病返湘。
1928年初，在长沙加入中国共产党；旋即赴上海，被派往安徽省委秘书处工作，由于叛徒告密而被捕入狱。羁押6年，始终未露身份，自学《资本论》（第一卷）和日语。1933年4月底出狱到上海，在《申报》流通书馆工作，并在《申报》读书指导部主任，在报上开辟了《读书问答》专栏。1934年5月以笔名柳辰夫出版了《怎样自学社会科学》是其第一本著作。1934年，经中国社会科学家联盟安排，艾思奇进入《申报》流通图书馆指导部，参与副刊“读书问答”栏目工作，开始尝试用马克思主义的立场、观点、方法和通俗语言来解释当时社会上发生的各种问题，做革命理论的宣传、启蒙工作，广受欢迎。1934年10月该专栏被查禁，柳被解职，遂与李公朴等另组《读书生活》半月刊，由李公朴任主编，柳湜、艾思奇、夏征农任编辑。由于刊物紧贴现实生活，内容生动活泼，受到广大读者的好评，成为马克思主义大众化、通俗化的重要阵地。艾思奇承担了“哲学讲话”栏目的大部分稿件。后又与艾思奇等人创办读书出版社，继续进行革命理论的宣传工作。1936年1月，艾思奇将他发表于《读书生活》杂志上的系列文章汇集成册出版，取名为《哲学讲话》。《哲学讲话》的出版，使马克思主义哲学走出了神圣的殿堂，走向了人民大众，成为他们的思想武器，引导无数青年走上了革命道路。该书很快被国民党查禁，艾思奇又把书名改为《大众哲学》继续出版。柳湜把《读书生活》杂志第一、二卷“读书问答”专栏的自己文章汇总为《如何生活》于1935年在上海出版。1936年4月上海生活书店出版的《街头讲话》，收入五十篇文章，是向青年民众全面介绍社会科学知识的小品集。1936年在香港参加邹韬奋《生活日报》的编辑工作，主编《生活日报周刊》（原名《星期增刊》）。此间，与沈钧儒等发起成立上海救国会，后受中共组织指派赴汉口创办《全民周刊》并任主编，曾主编“战时社会科学丛书”。1938年7月参与主编《全民抗战》三日刊，武汉沦陷前随刊移重庆。在重庆将《全民周刊》与《抗战三日刊》合并为《全民抗战》三日刊，并与邹同任主编，还任生活书店总编辑。著有《怎样自学社会科学》、《街头讲话》、《社会相》、《为何生活》、《救亡的基本知识》、《困难与文化》等书，共100余万字，受到广泛欢迎，也受到知名人士的赞扬。毛泽东赞扬《街头讲话》是真正通俗而有价值的读物。1936年10月22日，毛泽东致电当时在西安从事统战工作的叶剑英、刘鼎：“要买一批通俗的社会科学、自然科学及哲学书，大约共买十种至十五种左右，要经过选择真正是通俗的而又有价值的（例如艾思奇的《大众哲学》，柳湜的《街头讲话》之类），每种买五十部，共价不过一百元至三百元，请剑兄经手选择，鼎兄经手购买。在十一月初先行选买几种寄来，作为学校与部队提高干部政治文化水平之用。”
1940年冬离开重庆1941年初到延安，以救国会中央执委身份任陕甘宁边区参议员。随后召开的边区第二届参议会第一次会议上，被选为陕甘宁边区政府委员，任教育厅厅长。主持制定的《1942年教育工作计划大纲》，确定了边区教育工作的三项主要任务，一是建立正规的教育制度；二是提高各级学校的教育质量；三是继续推行新文字、扫除文盲。在1942年的整风运动中，柳是边区政府学习委员会的委员，1942年3月31日还参加了《解放日报》改版座谈会。1944年10月主持召开边区文教代表大会。1945年7月13日，和范长江等代表解放区新闻记者协会，出席了在延安召开的中国解放区人民代表会筹备委员会，并被选为筹委会常务委员。
1946年1月，出席边区教育厅召开的有边区七个中学校长、教导主任及教员代表共35人参加的中等教育会议，指出：有计划地培养边区知识分子与提高现任区乡干部的文化，是今后中等学校的总任务。1947年3月，东渡黄河前往晋察冀解放区，1947年5月任冀中行署教育厅厅长。1949年1月北平解放后，任北平市教育局局长，负责教育界的接管工作，恢复建立学校的教学管理秩序。1949年9月，作为中华全国教育工作者代表会筹委会代表，在北平出席中国人民政治协商会议第一届全体会议。
中华人民共和国成立后，历任北京市教育局局长、教育部视导司司长、高师司司长、教育部教育科研究所所长、国务院科学规划委员会委员、《人民教育》总编辑、教育部副部长、党组副书记、机关党委书记等职。中共八大代表。1957年被错划为右派，撤销了党内外一切职务，开除党籍。1961年6月安排在教育研究所当研究员，撰写了各个历史时期的教育史与教育专著多部。
1968年4月20日逝世。

## 身后
1979年6月14日，在北京八宝山革命公墓礼堂举行追悼会，为柳湜同志彻底平反、昭雪，恢复名誉。方毅、王震、邓颖超、聂荣臻、周建人、王任重等同志送了花圈。国务院、中共中央宣传部、中共中央组织部、中共中央统战部、政协全国委员会、教育部、文化部、中共湖南省长沙县委员会等单位也送了花圈。中共中央政治局委员、国务院副总理方毅等参加了追悼会。追悼会由教育部长蒋南翔主持，教育部副部长刘仰峤致悼词。
1987年12月北京三联书店出版了60余万字的《柳湜文集》但只印刷了1300本。